# Kadambes de Halasi

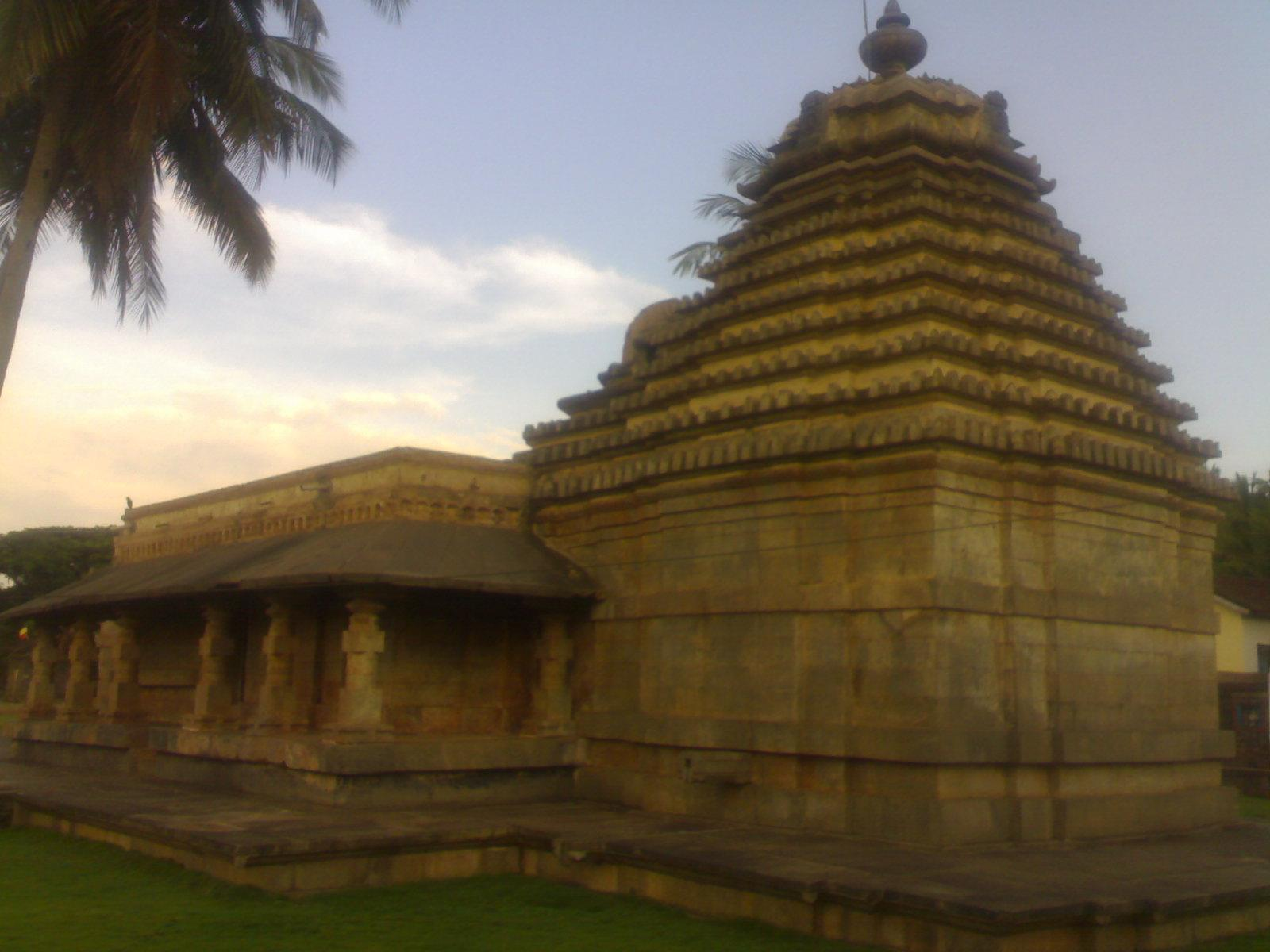
Temple de Bhuvaraha Narasimha, Halasi, Karnataka

El Kadambes foren una dinastia que va governar Halasi, que fou coneguda pel seu estil propi d'edificar els temples. La dinastia Kadamba va ser fundada per Mayurasharma aproximadament a la meitat del segle iv. Es creu que Mayurasharma fou el primer rei de la dinastia i era el governant durant el regnat del rei Pal·lava Vishnugopa de Kachipuram. Després de l'atac de l'emperador de l'Índia del nord Samudragupta, l'exèrcit de Vishnugopa s'havia debilitat. Mayurasharma va aprofitar l'oportunitat, va formar el seu exèrcit propi i va expulsar els Pal·laves de territori kanarès. Al arribar a Chandravalli (prop de Chitradurga), Mayurasharma va acampar en una cova i va fundar la seva dinastia pròpia. Banavasi, prop de Sirsi, fou la seva primera capital i el seu govern es va estendre fins a Gomantak, després anomenada Goa.
Halasi (Halsi o Halshi) és una de les ciutats antigues del districte de Belgaum. Fou la segona capital dels primers Kadambes i una capital menor (980 - 1250) sota el kadambes posteriors. Els temples de Bhoo Varaha Narasimha, Suvarneshwara, Kapileshwar, Hatakeshwara, Kalmeshwara, Gokarneshwara i un basadi Jainista foren construïts pels governants Kadambes.
Halasi fou un centre de confluence del Jainisme, Vaixnavisme i xaivisme durant els primers Kadambes. Fou després la seu de la província anomenada Halasige-12.000 que incloïa parts dels moderns districte de Belgaum, districte de Dharwad i districte de Haveri.

## Inscriptions de Halasi
Excavacions a gran escala a Halasi i Gudnapur van posar a la llum temples de maó d'aquest període primerenc, mostrant la contribució dels Kadambas de Banavasi a l'arquitectura jainista de Karnataka. L'existència de temples Jainistes durant el període dels kadambes de Banavasi queda àmpliament evidenciada pels seus epigrafs.
Totes les inscripcions esmenten regals i ofrenes d'adoració i reparació a temples Jainistes. Tanmateix, molts d'ells es refereixen a un temple Jainista a Halasi. El temple Jainista ara existent a Halasi pot ser datat de no abans del segle xi. Com van indicar a les inscripcions potser podria haver estat construït de fusta perible.
Les referències més antigues a una donació per un rei Kadamba a un sant Jain es troba en la làmina de coure de Kakusthavarma a Halasi. Esmenta que el poble concedit, Khatagrama, va pertànyer a arhanta. Tanmateix, una referència a un temple jainista (Chaityalaya) es troba en el coure de Devagiri de Mrigesavarma. La inscripció diu que Mrigesavarma va fer una donació pel sammarjana, upalepana, archana i bhagnasamskara del Chaityalaya localitzat a Brihatparalur. La inscripció de Mrigesavarma a Halasi del 8è any de regnat, declara que el rei va construir una Jinalaya en memòria del seu pare a Palasika i va concedir terres a sants de Yapaniya, nirgrantha i kurchaka sangha. La inscripció a Halasi de Ravivarma del onzè any de regnat refereix una donació al abhisheka de Jinendra (això es refereix a un temple Jainista). Un altre inscripció d'el mateix rei es refereix a l'adoració de Jinendra pel que va donar nivartanes de terra.